# Julie Swierot
 (juillet 2025).
Motif : page déjà supprimée il y a 3 mois, voir Discussion:Julie Swierot/Admissibilité.
- Archive Wikiwix
- Bing
- Cairn
- DuckDuckGo
- E. Universalis
- Gallica
- Google
- G. Books
- G. News
- G. Scholar
- Persée
- Qwant
- (zh) Baidu
- (ru) Yandex
- (wd) trouver des œuvres sur Wikidata

| 1. | Préciser le motif de la pose du bandeau. | Précisez le motif de la pose du bandeau en utilisant la syntaxe suivante : {{admissibilité à vérifier\|date=juillet 2025\|motif=remplacez ce texte par le motif}}                  |
| 2. | Informer les utilisateurs concernés.     | Pensez à avertir le créateur de l'article, par exemple, en insérant le code ci-dessous sur sa page de discussion : {{subst:avertissement admissibilité à vérifier\|Julie Swierot}} |

Julie Swierot, née le 14 mars 2006 à Tournan-en-Brie, est une footballeuse française. Elle évolue actuellement au milieu de terrain pour l'OL Lyonnes.

## Biographie

### En club
Le 9 décembre 2023, elle dispute sa première rencontre avec l'Olympique lyonnais face au LOSC en championnat, en même temps que Lauren Oilic ou Wassa Sangaré. Quelques jours plus tard, elle entre en jeu en Ligue des champions face au SK Brann. Le 8 mai 2024, Swierot est titulaire dans une équipe bis de l'OL lors d'un dernier match de championnat sans enjeu face à Bordeaux. Son corner trouve la tête d'Alice Marques à la 33e minute pour sa première passe décisive avec les professionnelles.
Lors de la saison 2024-2025, à la recherche de temps de jeu, Julie Swierot est prêtée au Stade de Reims. Avec les Rémoises, elle dispute une vingtaine de matches dont la moitié en tant que titulaire.

### En sélection
Julie Swierot remporte l'Euro des moins de 17 ans en 2023 avec la France.
Avec les moins de 19 ans, elle dispute l'Euro 2024 et atteint les demi-finales, où la France chute face aux Pays-Bas (2-0). Elle atteint ensuite la finale de l'Euro 2025 avec ses coéquipières lyonnaises Sangaré, Joseph et Mendy, mais perd contre l'Espagne (4-0).